# سارة كوريغان
سارة كوريغان (بالإنجليزية: Sarah Corrigan)‏ هي حكمة اتحاد الرغبي ‏ أسترالية، ولدت في 1980.